# Domeño
Domeño település Spanyolországban, Valencia tartományban. Domeño Llíria, Loriguilla, Chelva, Calles, Higueruelas, Villar del Arzobispo és Losa del Obispo községekkel határos. Lakosainak száma 691 fő (2024).

## Népesség
A település népessége az utóbbi években az alábbiak szerint változott:
| Lakosok száma | 518  | 568  | 688  | 735  | 723  | 698  | 689  | 708  | 656  | 691  |
|               | 2001 | 2004 | 2007 | 2009 | 2012 | 2014 | 2017 | 2019 | 2022 | 2024 |